# Denis Michailowitsch Abljasin
Denis Michailowitsch Abljasin (russisch Денис Михайлович Аблязин, Transliteration Denis Michaylovič Abljazin; * 3. August 1992 in Pensa) ist ein russischer Geräteturner. Seine bisher größten Erfolge sind der Gewinn des Weltmeistertitels 2014 am Boden, von sechs Europameistertiteln zwischen 2013 und 2016 sowie von fünf olympischen Medaillen bei den Spielen 2012 und Spielen 2016. Seine Körpergröße beträgt 1,60 Meter, sein Gewicht 65 kg.

## Leben

### Ausbildung und Debüt im Weltcup
Der Sohn einer Fabrikarbeiterin wuchs mit seinen Eltern und einem drei Jahre älteren Bruder in seiner Geburtsstadt Pensa auf. Denis Abljasin begann ab der ersten Klasse mit dem Turnen. Daneben ging er zwei Jahre dem BMX-Sport nach, ehe er sich nur noch auf das Kunstturnen zu konzentrieren begann („Ich mag es Purzelbäume zu schlagen. Ich mag das Gefühl in der Luft zu fliegen. Das bekommt man nicht beim BMX.“). Eigenen Angaben zufolge stellte sich das Training für Abljasin von Beginn an als schwierig heraus. Er war nicht sehr flexibel und unsicher, weshalb er doppelt so viel Zeit als die übrigen zum Erlernen der Spitzenroutinen benötigte. Zunächst trainierte Abljasin bei Aleksey Kisilev, danach vier Jahre bei Dmitri Derschawin beim Klub Dinamo, dann bei Sergei Starkin.
Nach ersten Erfolgen 2009 bei russischen Juniorenmeisterschaften trat Abljasin international bei den Senioren erstmals 2010 beim 7. Internationalen Wettkampf seines Klubs Dinamo in Pensa in Erscheinung, bei dem Junioren- und Senioren-Turner aus sechs früheren Sowjetrepubliken gegeneinander konkurrierten. Abljasin gewann die Seniorenwettkämpfe an den Ringen (14,900 Punkte) und am Sprung (15,550)  und belegte mit 14,100 Punkten einen zweiten Platz am Boden, hinter dem Weißrussen Pavel Bulavsky (14,300). Nach diesen Erfolgen wurde er als Ersatzmann für die russischen Seniorenriege bei den Turn-Weltmeisterschaften 2010 in Rotterdam nominiert, kam aber zu keinem Einsatz. Beim nach den Weltmeisterschaften stattfindenden Weltcup in Osijek belegte Abljasin mit 15,175 Punkten hinter seinem Landsmann Alexander Balandin (15,825) einen zweiten Platz an den Ringen. Am Sprung erreichte er mit 15,763 Punkten ebenfalls einen zweiten Platz hinter dem Kanadier Nathan Gafuik (15,950). Beim Weltcup in der japanischen Präfektur Aichi belegte er Platz zwei am Sprung hinter dem früheren französischen Weltmeister Thomas Bouhail sowie einen fünften Rang am Boden. Beim nachfolgenden Weltcup im heimischen Moskau siegte Abljasin am Boden (15,350), an den Ringen (15,500) und am Sprung (15,975).
Im Februar 2011 belegte Abljasin für Moskau und Pensa bei den russischen Mehrkampfmeisterschaften startend mit 82,85 Punkten einen zwölften Platz. An den Ringen erreichte er einen dritten Platz (15,550), am Sprung nur Rang sieben (14,650). Beim folgenden Turnier der Meister in Cottbus gelang es Abljasin an vorangegangene Erfolge anzuknüpfen. Er erreichte die Gerätefinals am Boden und Sprung, wo er einen vierten (14,925) bzw. einen dritten Platz (16,050) belegte. Daraufhin wurde er in die russische Seniorenmannschaft für die Europameisterschaften in Berlin im gleichen Jahr berufen. Bei der EM im April verpasste Abljasin am Sprung als 16. der Qualifikation (15,287) das Gerätefinale, gelangte aber mit 15,225 Punkten ins Finale am Boden der besten acht. Dort erreichte er beim Sieg des Rumänen Flavius Koczi (15,500) mit 15,250 einen sechsten Platz. Beim folgenden Ditjatin Cup in Moskau belegte er Platz zwei im Mehrkampf (84,200) hinter seinem Landsmann Dmitri Stoljarow (84,600) sowie einen zweiten Platz im Ringe- und einen sechsten Platz im Bodenfinale.
Bei den kurz danach stattfindenden französischen Mannschaftsmeisterschaften belegte Abljasin gemeinsam mit seinen Landsleuten Dawid Beljawski, Alexander Djomin und Kirill Ignatenkow für den Klub Gym Suc Strasbourg startend einen sechsten Platz. Im August folgte mit 84,925 Punkten Platz neun bei den russischen Mehrkampf-Meisterschaften, die Emin Garibow (90,675) gewann. In den Gerätefinals siegte Abljasin am Boden und Sprung und belegte jeweils fünfte Plätze am Barren und an den Ringen. Bei einem Teamwettkampf zwischen Russland und Italien im September konnte Abljasin im Mehrkampf erstmals die 85-Punkte-Marke übertreffen. Für die Weltmeisterschaften im Oktober in Tokio qualifiziert, belegte Abljasin mit der russischen Mannschaftsriege den vierten Platz hinter China, Japan und den Vereinigten Staaten. Im Gerätefinale am Sprung erreichte er beim Sieg des Südkoreaners Yang Hak-seon (16,566) mit 16,174 Punkten Platz fünf.

### Erfolge bei Europameisterschaften und Olympischen Spielen
Das Olympiajahr 2012 wurde zum bis dahin erfolgreichsten in Abljasins Karriere. Bei den russischen Meisterschaften im April gewann er mit der Höchstschwierigkeit von 7,1 Punkten den Titel am Boden, siegte beim Sprung und belegte einen dritten Platz an den Ringen. Der frühere Gerätespezialist für Boden und Sprung hatte sich mit Ausnahme des Pauschenpferds an fünf Geräten verbessert und hoffte bei den Olympischen Spielen in London im Mannschaftswettbewerb berücksichtigt zu werden sowie ins Medaillenrennen am Boden, an den Ringen und am Sprung eingreifen zu können. Bei den folgenden Europameisterschaften in Montpellier, an denen einige Athleten aufgrund der Olympiavorbereitung nicht teilnahmen, belegte die russische Turnerriege im Mannschaftswettbewerb den zweiten Platz hinter Großbritannien. Nachdem er die Qualifikation am Boden (15,666) und am Sprung (16,412) gewonnen hatte, reichte es für Abljasin in den Finals nur zu einem sechsten (14,800) bzw. dritten Platz (16,062). Ebenfalls Bronze mit 15,433 gewann er an den Ringen.
Die Sommerspiele in London im Juli/August begannen für Abljasin mit einem sechsten Platz im Mannschaftswettbewerb, gemeinsam mit Alexander Balandin, Dawid Beljawski, Emin Garibow und Igor Pachomenko und es gelang ihm sich für drei Gerätefinals zu qualifizieren. Am Boden, wo er das Finale mit Platz acht knapp erreicht hatte, gewann er mit 15,800 Punkten die Bronzemedaille hinter Titelverteidiger Zou Kai aus China (15,933) sowie Kōhei Uchimura (15,800). Dem punktgleichen japanischen Mehrkampfweltmeister wurde die Silbermedaille nur aufgrund seiner besseren Haltungsnoten zuerkannt. An den Ringen belegte Abljasin beim Sieg des Brasilianers Arthur Zanetti (15,900) mit 15,633 Punkten Platz fünf. Mit 16,366 als Qualifikationsbester ins Finale im Sprung eingezogen, musste er sich nur dem amtierenden Weltmeister Yang Hak-seon (16,533) geschlagen geben und gewann mit 16,399 Punkten die Silbermedaille. Abljasin war damit der einzige russische Turner, der Olympiamedaillen gewinnen konnte. Nach den Olympischen Spielen wurde er für seine Erfolge vom russischen Staat mit dem Orden Für Dienste am Vaterland (За заслуги перед Отечеством) geehrt. 2013 gewann Abljasin bei der Turn-EM in Moskau erstmals den Titel am Sprung und belegte im Ringe-Finale einen fünften Platz.
Denis Abljasin, der unter anderem den mehrfachen WM-Medaillengewinner Anton Golozuzkow zu seinen Trainingspartnern zählte, besuchte die Staatliche Pädagogische Universität in Pensa. Ihm wurde im Mai 2011 der Master im Fachbereich Sport der internationalen Klasse der Kunstturner verliehen. Er ist Mitglied des Klubs Dinamo und wird von Dmitri Derschawin und Sergei Starkin trainiert.